# Ärkeängeln i Uleåborg
Ärkeängeln i Uleåborg (finska: Arkkienkeli Oulussa 1808–1809) är en roman av den finska författaren Anu Kaipainen, utgiven 1967. Det är den enda bok av Kaipainen som finns på svenska, i översättning av Kerstin Lindqvist.
För romanen belönades Kaipainen med Tack för boken-medaljen 1968.

## Innehåll
Anu Kaipainen har en tid av sitt liv varit lärare i finska språket i Uleåborg och där måste hon ha kommit i kontakt med Sara Wacklins författarskap. Den bärande strukturen i Kaipainens roman, som utspelar sig under Finska krigets sista dagar baserar sig på dessa samtida hågkomster vid namn ”Hundrade minnen från Österbotten” och på Runebergs kända verk Fänrik Ståls sägner. Det framgår bland annat i ett förord till ”Ärkeängeln i Uleåborg”, där Kaipainen skriver ”Tillägnad Sara Wacklin med tack för fritt lånade motiv, repliker och tidsbilder”.
Huvudpersonen är Schaggens Tok-Lena som i de frusna likhögarna utanför Uleåborgs nyinrättade krigslasarett hittar en karl, som hon på grund av sina lyten ej tidigare haft. Genom sitt idoga slit och sin goda omvårdnad lyckas hon få liv i det mer än halvdöda liket som hade drabbats av tyfus, hon tror nämligen att den västerbottniske infanteristen är ärkeängeln Mikael som har kommit för att hjälpa den svenske konungen Gustav IV Adolf att köra ryssen ut ur landet. Soldaten, som heter Mikael, i sin tur tror när han sakta uppvaknar att han har hamnat i skärselden, där han ska få rannsaka sig själv före en färd till helvetet eller till himlen. Han tillfrisknar och hinner göra henne med barn innan han flyr genom fiendeland till sina hemtrakter i Tornedalen dit även den svenska armén retirerat.
Tok-Lena är utstött ur sin familj på grund av sina galenskaper och med prästen välsignelser, hon lever sitt liv såsom en askunge i handelsfamiljens gamla bastubyggnad, vilken avskiljs från övriga handelsgården med ett högt plank. Ett liv med spökgestalterna ”Kungen” och den drunknade ”Agnes” som enda vänner, före Mikaels ankomst.
De övriga familjemedlemmarna lever ett annat liv som bestod av handel, ryor och baler. De senare är viktiga oavsett vem som kontrollerar Uleåborg, svenskar eller ryssar.